# جوستين إيسيدرو
جوستين إيسيدرو (11 يوليو 1988 ببرنابي في كندا - ) هو لاعب كرة قدم كندي في مركز الوسط. شارك مع منتخب كندا تحت 17 سنة لكرة القدم. أما مع النوادي، فقد لعب مع فانكوفر وايتكابس (نادي كرة قدم) وCaldas S.C. ‏.